# Gabriel Jesus
Gabriel Fernando de Jesus (São Paulo, 3 de abril de 1997) é um futebolista brasileiro que atua como atacante. Joga pelo Arsenal. 
Jesus começou sua carreira profissional no Palmeiras, onde foi eleito o Craque do Brasileirão na edição de 2016 e venceu a Copa do Brasil. Em 2016, conquistou, com o clube paulista, o título do campeonato nacional. Ele assinou com o Manchester City em janeiro de 2017 em uma transferência de 27 milhões de libras, no qual conseguiu quatro títulos da Premier League, três da Copa da Liga Inglesa e um da Copa da Inglaterra. Em julho de 2022, foi contratado pelo Arsenal em um negócio de 45 milhões de libras.
Sua estreia na Seleção Brasileira ocorreu em setembro de 2016. Anteriormente, destacou-se nas categorias de base com sete gols em 21 jogos, tendo chegado à final da Copa do Mundo FIFA Sub-20 de 2015. Nos Jogos Olímpicos de Verão de 2016 no Rio de Janeiro, conquistou a medalha de ouro no torneio masculino. Além disso, fez parte da equipe campeã da Copa América de 2019 e participou de duas edições da Copa do Mundo FIFA: 2018 e 2022.

## Biografia
Gabriel nasceu no Bairro do Limão, em São Paulo, e aos três anos de idade se mudou para o Jardim Peri. Foi então que começou a praticar futebol, primeiro na rua, posteriormente em times da região. Atuou pelo "Pequeninos do Meio Ambiente", "União do Peri", "Cantareira", "Vitória do Peri" e por último na "Associação Atlética Anhanguera".

## Carreira

### Anhanguera
Aos 15 anos, jogando pelo clube amador Anhanguera, foi artilheiro da Copa São Paulo Sub-15, com 29 gols, chamando atenção de clubes brasileiros de expressão. Por intermédio de um representante, foi levado para uma avaliação no Palmeiras e acabou sendo contratado.

### Palmeiras

#### Categorias de base
Em 1 de julho de 2013, Gabriel Jesus assinou contrato com o Palmeiras. No seu primeiro campeonato com a camisa do Palmeiras – Campeonato Paulista Sub-17 de 2013 – Jesus foi inicialmente reserva, porém foi ganhando espaço nos treinos e assumiu a titularidade e terminou como artilheiro do time com 16 gols. Em seu primeiro ano de clube, foi campeão e marcou gols decisivos, chegando a marca de 54 gols em 48 partidas. Com apenas um ano e seis meses de clube, o jovem de 17 anos já havia em seu currículo: dois títulos internacionais e um vice-campeonato paulista. Autor de 37 gols em 22 jogos no Campeonato Paulista-Sub-17 de 2014, quebrou o recorde da artilharia da competição.
Ainda no ano de 2014, quando o Palmeiras corria sérios riscos de rebaixamento, Jesus chegou a treinar com a equipe principal, cujo técnico era o argentino Ricardo Gareca, no entanto, achando melhor não arriscar a carreira da grande promessa, a comissão decidiu não relacioná-lo aos jogos. Parte da torcida discordou da decisão, chegando a organizar um abaixo-assinado online para que Jesus fosse relacionado no final daquela temporada.
Após uma longa novela quanto à renovação de contrato, renovou-o no final de 2014 por cinco anos.
Em 2015, pela Copa São Paulo de Futebol Júnior, Gabriel obteve destaque marcando cinco gols em seis jogos, apesar do Palmeiras ter sido eliminado pelo Botafogo-SP nas semifinais. Por conta das boas atuações, Gabriel e outros quatro jogadores que integraram a equipe da Copa São Paulo foram promovidos ao time principal pelo treinador Oswaldo de Oliveira.

#### Profissional

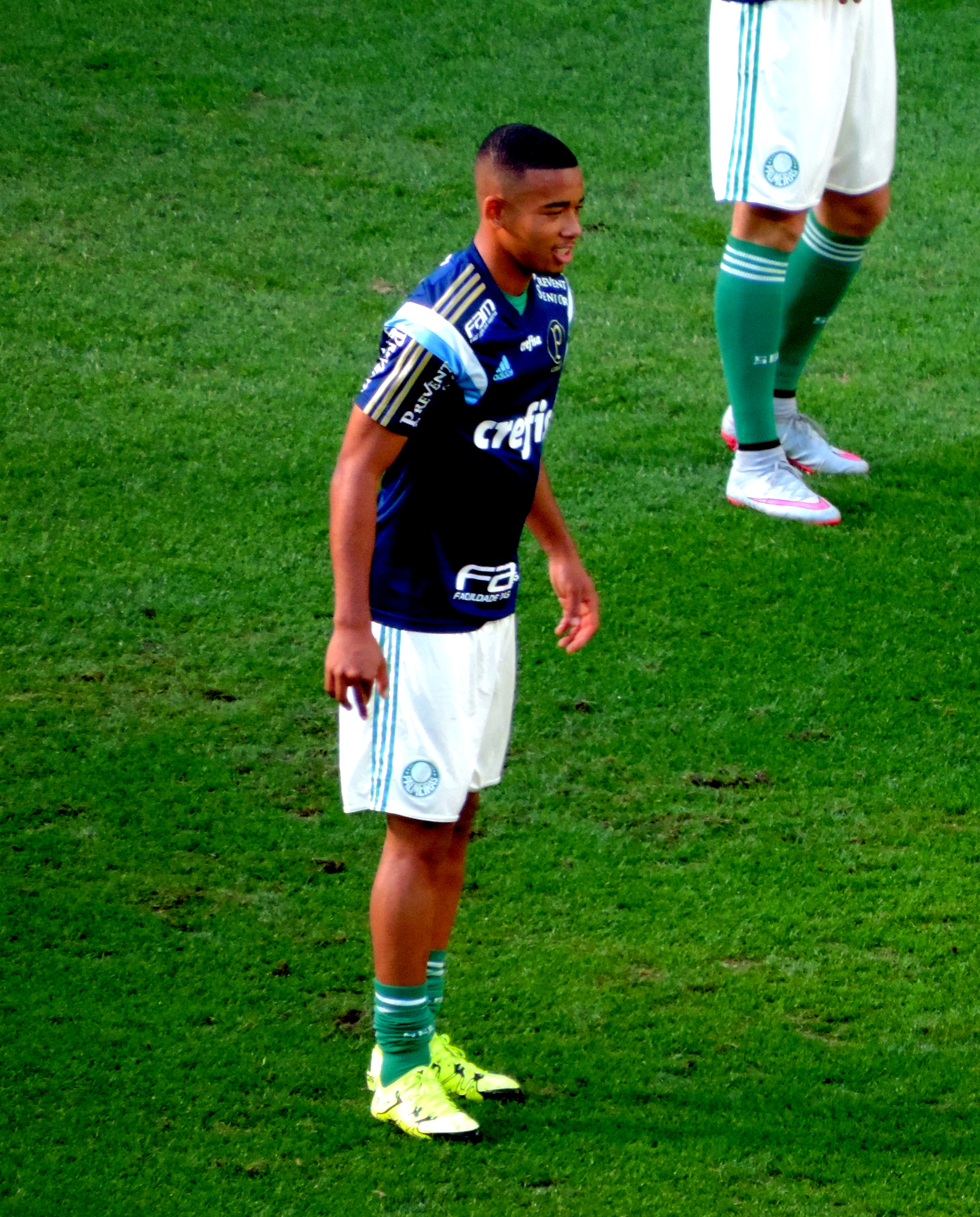
Gabriel Jesus aquecendo antes do clássico contra o, em 2015

Gabriel fez sua estreia como profissional em 7 de março de 2015, numa vitória do Palmeiras sobre o Bragantino, por 1–0, pela oitava rodada do Campeonato Paulista. Aos 24 minutos do segundo tempo, a torcida do Palmeiras pediu a entrada do atacante e foi atendida. No dia 15 de julho, Gabriel fez o seu primeiro gol pelo time principal do Palmeiras na vitória por 1–0 sobre a equipe alagoense ASA após assistência de Cleiton Xavier, garantindo a classificação palmeirense para as oitavas de final da Copa do Brasil em partida realizada em Londrina.
Em 26 de agosto, foi titular e destaque da equipe com dois gols e uma assistência na vitória do Palmeiras por 3–2 sobre o Cruzeiro, que garantiu a classificação do time às quartas de final da Copa do Brasil.
Em 30 de agosto, em partida contra o Joinville, válida pelo Campeonato Brasileiro, Gabriel marcou seus dois primeiros gols na competição, contribuindo para a vitória por 3–2. Veio a conquistar seu primeiro título como profissional no dia 2 de dezembro de 2015 quando o Palmeiras derrotou o Santos e faturou a Copa Do Brasil pela terceira vez em sua história.
Em 2016, marcou o seu primeiro gol no Campeonato Paulista em partida contra o São Bento. Dias depois, no empate por 2–2 contra o River Plate do Uruguai, pela Taça Libertadores da América, marcou seu primeiro gol em competições internacionais. Apesar do time não ter avançando para a fase mata-mata, foi o artilheiro da equipe, com quatro gols.
Ainda em 2016, fez parte da campanha vitoriosa do Palmeiras no Campeonato Brasileiro, obtendo destaque com suas atuações e atraindo o interesse do Manchester City, que o contratou. Gabriel terminou como artilheiro do time com 12 gols e foi considerado pela mídia o Bola de Ouro.

### Manchester City

#### 2016–17
O Manchester City anunciou a contratação de Jesus em 3 de agosto de 2016, num acerto de reportados 27 milhões de libras, valor com o potencial de aumentar devido a cláusulas de desempenho. O contrato com término no final da temporada 2020–21 previa que Jesus se juntaria a sua nova equipe somente em janeiro de 2017.
O jogador estreou na Premier League no dia 21 de janeiro, entrando no final do segundo tempo no empate por 2–2 contra o Tottenham, no White Hart Lane. Uma semana depois, Jesus teve sua primeira titularidade no clube na vitória por 3–0 sobre oCrystal Palace pela Copa da Inglaterra, partida em que deu assistência para o primeiro gol, marcado por Raheem Sterling, e sofreu a falta convertida por Yaya Touré que fechou o placar. No dia 1 de fevereiro, jogou pela primeira vez como titular na Premier League na vitória por 4–0 sobre o West Ham no Estádio Olímpico de Londres, dando assistência para o primeiro gol de Kevin De Bruyne e marcando o terceiro após passe de Sterling, se tornando o primeiro jogador da história do Manchester City a marcar e dar assistência em sua primeira titularidade na Premier League. Na partida seguinte do campeonato nacional, contra o Swansea no Etihad Stadium, Gabriel Jesus abriu o placar e desempatou o jogo já nos acréscimos do segundo tempo, selando a vitória por 2–1.
Seu bom começo no Manchester City foi interrompido por uma fratura no quinto metatarso do pé direito sofrida em 13 de fevereiro, antes dos 15 minutos do primeiro tempo da partida contra o Bournemouth no estádio Dean Court. Gabriel Jesus passou por cirurgia em Barcelona no dia 16 de fevereiro, com previsão de retorno para o final da temporada ou apenas na temporada seguinte, ou seja, desfalcou os citizens nas oitavas de final da Liga dos Campeões, partida na qual o clube foi eliminado para o Monaco. Retornou aos campos em 27 de abril, como substituto no final do segundo tempo do empate por 0–0 contra o Manchester United no Etihad Stadium. Na rodada seguinte, fez um dos gols no empate em 2–2 contra o Middlesbrough, em 30 de abril. Terminou a temporada 2016–17 da Premier com a marca de sete gols e quatro assistências nos oito jogos que iniciou como titular, ajudando sua equipe a chegar à terceira colocação e à classificação para a Liga dos Campeões da temporada seguinte.

#### 2017–18

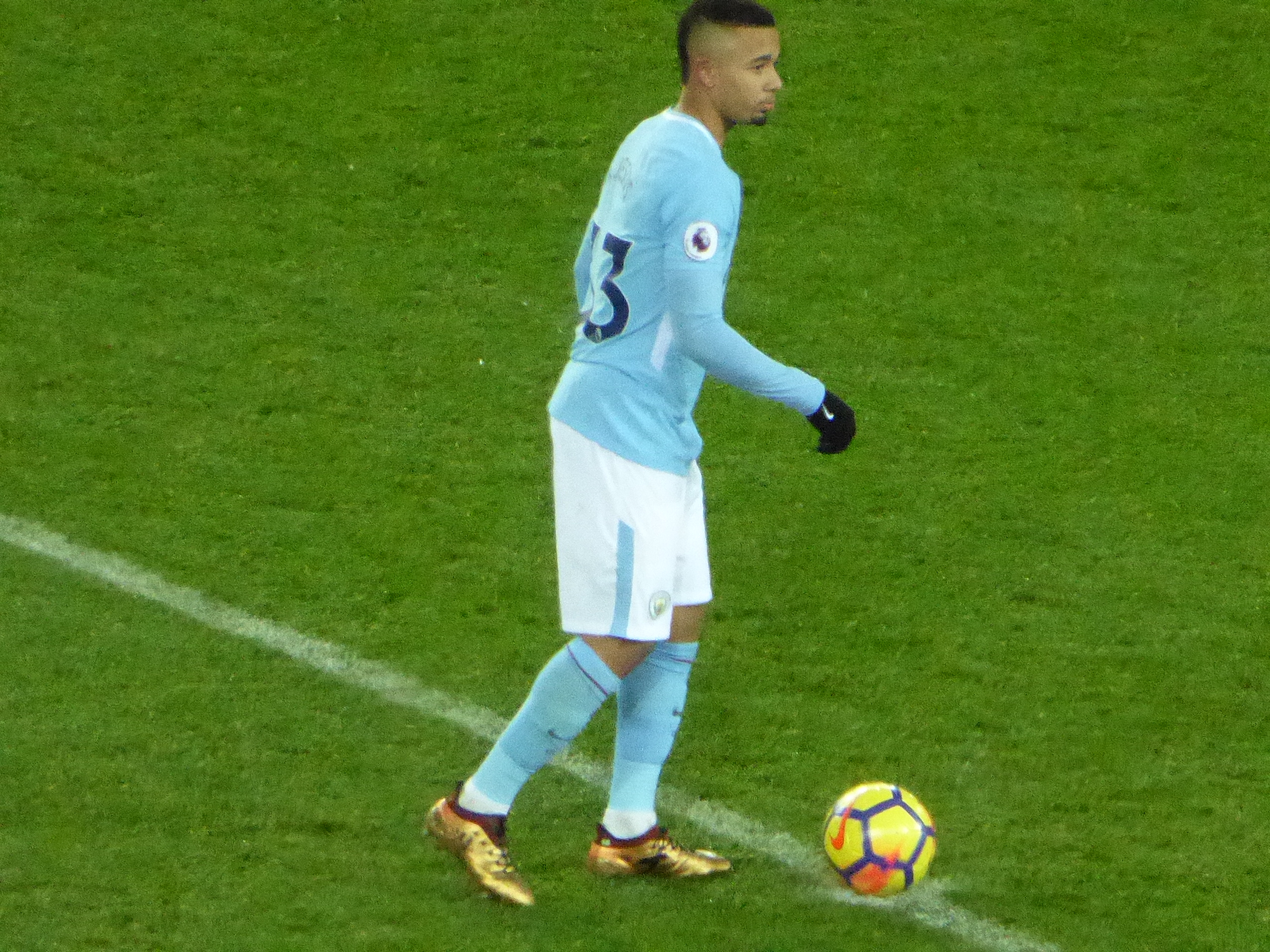
Gabriel Jesus com o Manchester City em 2017

Gabriel Jesus marcou seu primeiro gol de sua segunda temporada no City na terceira rodada da Premier League, em 26 de agosto de 2017, empatando a partida que acabaria com vitória de virada por 2–1 sobre o Bournemouth em Dean Court. Na rodada seguinte, em 9 de setembro de 2017, na goleada por 5–0 contra o Liverpool, no Etihad Stadium, marcou o segundo e o terceiro gol da partida, completando de cabeça um cruzamento de De Bruyne e depois aproveitando passe de Sergio Agüero, alcançando a impressiva marca de participação direta em 14 gols em suas primeiras 12 partidas (10 gols e 4 assistências) como titular na Premier League. Estreou em competições internacionais europeias em 13 de setembro de 2017, marcando o terceiro da vitória por 4–0 sobre o Feyenoord, Estádio De Kuip, pela primeira rodada da fase de grupos da Liga dos Campeões, se tornando o quarto jogador da história do City a estrear com gol na competição.
Em 31 de dezembro de 2017, em partida contra o Crystal Palace pela Premier League, Gabriel Jesus sofreu uma lesão no ligamento colateral medial do joelho esquerdo, com expectativa de retorno em 3 a 12 semanas.

#### 2018–19
Em 3 de agosto de 2018, o Manchester City confirmou que Gabriel Jesus havia renovado o contrato com o clube até 2023. Marcou um hat-trick na goleada de 6–0 do City sobre o Shakhtar Donetsk na fase de grupos da Liga dos Campeões, tornando-se o 15.º brasileiro na história a faze-lo nesta competição. Marcou na Copa da Liga Inglesa pela primeira vez na temporada na vitória de 3–0 sobre o Oxford United, foi novamente decisivo contra o mesma equipe nas quartas de final da competição, dessa vez com uma assistência. Em 9 de janeiro de 2019, Gabriel Jesus marcou quatro gols pela primeira vez em sua carreira, contra o Burton Albion, em uma elástica goleada por 9–0, ajudando os Citizens a chegar a final da competição. O atacante terminou a temporada com 21 gols somados em todas as competições.

#### 2019–20

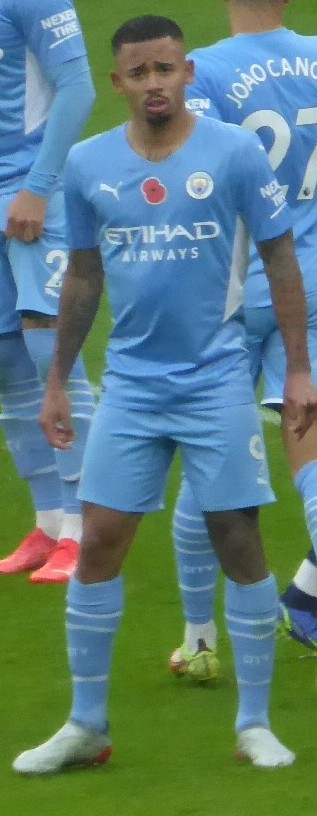
Jesus atuando pelo City em 2021

Em 22 de junho de 2019, Jesus trocou o número 33, número esse que usou desde o começo da sua carreira, para o número 9, número que usa na Seleção Brasileira.
Atuando mais vezes como titular por conta de algumas lesões de Agüero, Gabriel Jesus terminou a fase de grupos da Liga dos Campeões da UEFA com quatro gols em cinco jogos. Chegou a marca de 12 gols atuando pela Champions, tornando-se assim o 10º jogador a atingir a marca de 10 gols antes dos 23 anos.
No dia 26 de fevereiro de 2020, pelo jogo de ida das oitavas de final da Liga dos Campeões, Jesus teve uma ótima atuação, participou ativamente das recuperações de bola da equipe e marcou na vitória do City por 2–1 sobre o Real Madrid em pleno Santiago Bernabéu, além disso, provocou a expulsão do zagueiro Sergio Ramos, peça importantíssima dos madridistas. No jogo de volta, distribuiu uma assistência e marcou perante os merengues, sendo essencial para a vitória por 2–1 no Etihad Stadium e para a classificação para as quartas do clube inglês.
Ao final da temporada, Gabriel anotou gols em 23 oportunidades em todas as competições.

#### 2020-21
Em 24 de maio, Gabriel Jesus marcou o segundo gol do City e chegou a 50 feitos na Premier League, na goleada por 5 a 0 sobre o Everton.
Gabriel encerrou a temporada com 42 partidas pelo City, 14 gols e 4 assistências.

#### 2021-22
No dia 15 de setembro, Gabriel chegou a 200 jogos com a camisa do City na goleada por 6 a 3 sobre o RB Leipzig, válido do pelo grupo A da Liga dos Campeões.
Em 23 de abril, Jesus marcou quatro gols na vitória por 5 a 1 em casa sobre o Watford, selando seu primeiro poker na Premier League.
Gabriel anotou 13 gols e 13 assistências em 41 jogos pelo Manchester City na temporada. Na Premier League, ele marcou oito gols e anotou oito assistências em 28 partidas.
Ao fim dessa época, Gabriel deixou o City, onde levantou um total de 11 títulos. Sendo quatro títulos da Premier League, quatro Carabao Cups, uma FA Cup e dois Community Shields. Ele fez 236 partidas, e esteve em campo por 14.297 minutos, anotou 95 golos e realizou 46 assistências.

### Arsenal

#### 2022–23
No dia 4 de julho de 2022 foi anunciado pelo Arsenal. O brasileiro deixou o Manchester City em uma transferência de 45 milhões de libras (R$ 289 milhões na cotação atual) e com um contrato válido até junho de 2027. Novo camisa 9, Gabriel Jesus passou a receber o maior salário do elenco.
Realizou sua estreia pelos Gunners no dia 8 de julho, marcando dois gols na vitória diante do Nürnberg, em jogo amistoso. Gabriel saiu do banco e marcou logo dois gols o primeiro aos (47') e o segundo deles (75'). Em um total de cinco jogos na pré-temporada de 2022, o jogador marcou sete gols, incluindo um hat-trick em sua estreia no Emirates Stadium, na goleada por 6–0 contra o Sevilla.
Oficialmente, o atacante estreou pelo clube em uma vitória por 2–0 contra o Crystal Palace no Selhurst Park, válida pela Premier League. Apesar de quase fazer um golaço naquele jogo, os seus dois primeiros gols oficiais como um gunner saíram contra o Leicester, no Emirates, em vitória por 4–2.
Após a contusão no joelho sofrida em dezembro, quando defendia a Seleção Brasileira durante a Copa do Mundo FIFA, Jesus só retornou aos gramados no dia 12 de março, entrando aos 32 minutos do segundo tempo durante a vitória por 3–0 contra o Fulham, pela 27ª rodada da Premier League.
Em 1 de abril, o brasileiro foi titular do Arsenal na Premier League pela primeira após recuperação de lesão. Ele foi o grande destaque ao marcar duas vezes contra o Leeds United, além de sofrer o pênalti que ele mesmo converteu, encerrando assim um jejum de exatos seis meses sem marcar.
Pela Premier League, Gabriel encerrou a temporada 2022–23 com bons números: disputou 26 jogos, marcou 11 gols e deu sete assistências. Considerando clube e Seleção, o atacante terminou a temporada com 36 partidas realizadas.

#### 2023–24

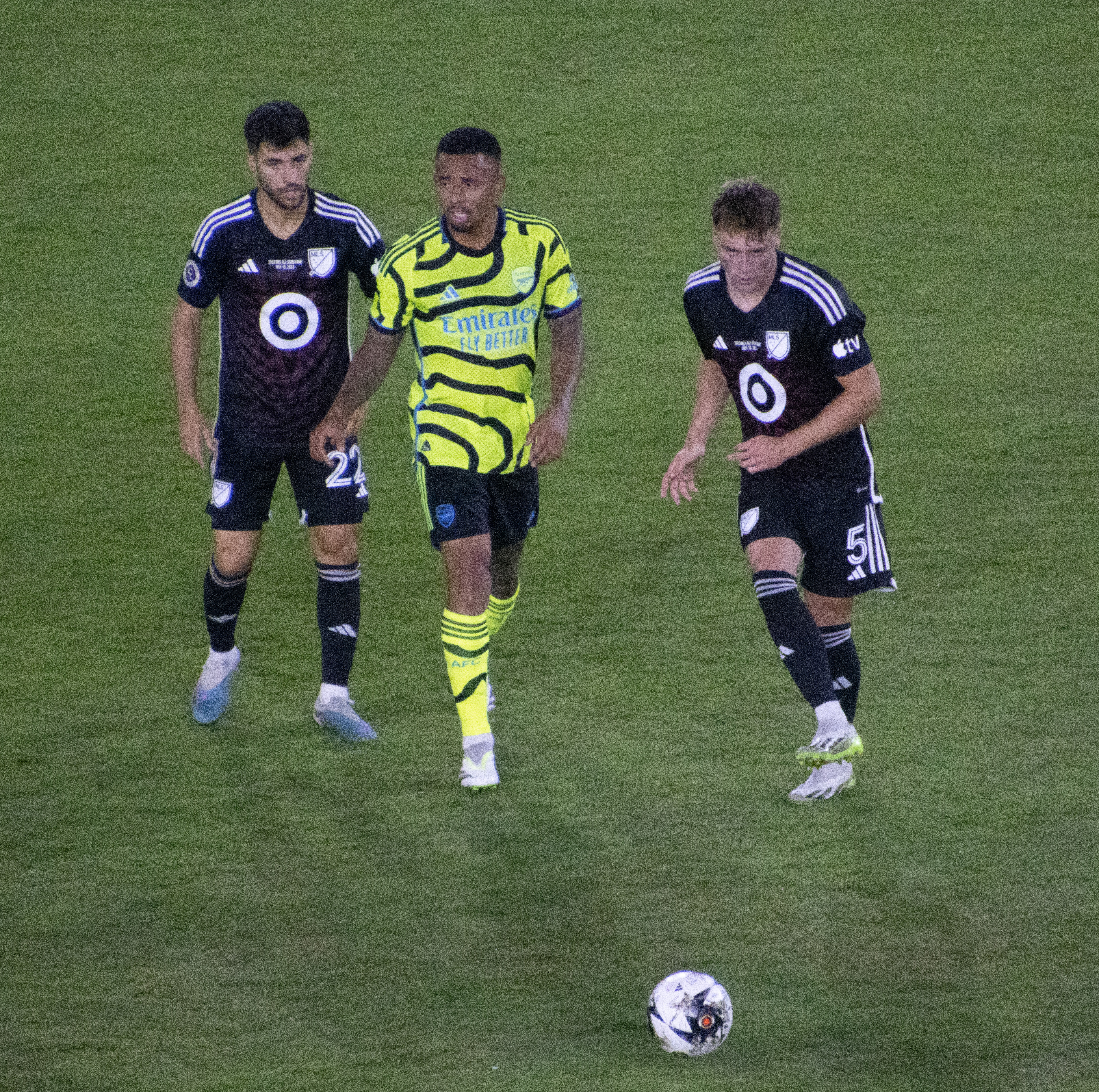
Gabriel Jesus em 2023, pela MLS All-Star.

Marcou seu primeiro gol na temporada no dia 3 de setembro, numa vitória contra o Manchester United. Gabriel Jesus, que começou no banco de reservas, entrou no segundo tempo e marcou um golaço nos acréscimos, garantindo o triunfo de virada por 3–1. No dia 29 de novembro, na vitória de 6-0 sobre o Lens se tornou o primeiro jogador de um clube inglês a marcar e, seus quatro jogos iniciais pelo seu time na Champions, e também, chegou à marca de 24 gols na história da Liga dos Campeões e entrou no top 5 dos brasileiros com mais gols na competição.
A temporada de Gabriel entre idas e vindas não foi boa, ele ficou mais de dois meses no departamento médico para tratar problemas no joelho e na coxa. Quando acionado não brilhou, ele fez apenas oito gols e oito assistências em 35 jogos, sendo 26 dele na liga inglesa, onde foi titular em 17 oportunidades e balançou a rede quatro vezes.

#### 2024-25
Em 18 de dezembro, Gabriel Jesus anotou três gols, todos no segundo tempo, o Arsenal venceu o Crystal Palace de virada, por 3 a 2, no Emirates Stadium, e se classificou para a semifinal da Copa da Liga Inglesa. Três dias depois de fazer um hat-trick contra o Crystal Palace, ele anotou um bis só que agora pela Premier League contra o mesmo Palace jogo válido pela 17ª fecha. Jogo onde o Arsenal não tomou conhecimento e, na condição de visitante, atropelou no Selhurst Park, por 5 a 1.

## Seleção Nacional

### Sub-20
Em 28 de março de 2015, Gabriel aos 17 anos recebeu sua primeira convocação para a Seleção Brasileira Sub-20 para um torneio amistoso na Áustria contra Camarões, Catar e Honduras, entre os dias 6 e 18 de abril. Estreou pela Seleção no dia 13 de abril, contra o Catar. Nessa partida marcou também seu primeiro gol, roubando a bola na intermediária, arrancando, driblando o goleiro e tocando para o fundo das redes. Devido a sua boa participação no torneio, foi convocado para disputar a Copa do Mundo FIFA Sub-20 que foi realizada na Nova Zelândia. Na estreia da Seleção Brasileira com uma vitória por 4–2 contra a Nigéria, Gabriel marcou um gol, além de uma assistência para Judivan marcar o segundo gol do Brasil. Na segunda partida, Gabriel fez a jogada que originou o pênalti que garantiu a vitória brasileira por 2–1 contra a Hungria. Devido a dois cartões amarelos recebidos, cumpriu suspensão na partida contra a Coreia do Norte. Pelas oitavas de final contra o Uruguai, Gabriel marca o pênalti decisivo na vitória de 5–4 nas penalidades máximas depois de um empate em 0–0 no tempo normal e prorrogação. Gabriel ainda avançou com o Brasil até a final, onde perdeu o título para a Sérvia. Terminou a competição com dois gols marcados em sete partidas disputadas.

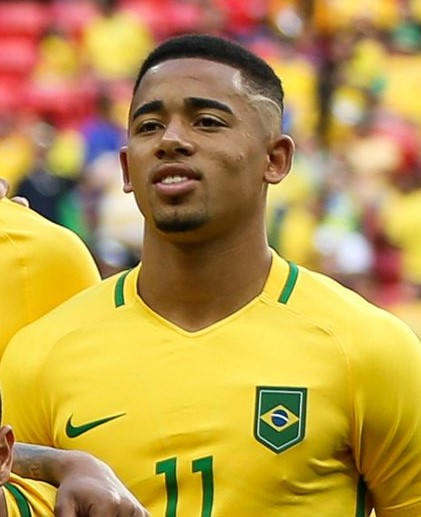
Gabriel Jesus pelas Olimpíadas de 2016

### Olímpica
Fez seu primeiro jogo pela Seleção Brasileira Olímpica no amistoso diante da República Dominicana, marcando um gol na vitória do Brasil por 6–0 em Manaus.
Em 29 de junho de 2016, Gabriel foi convocado para disputar os Jogos Olímpicos pela Seleção Brasileira Sub-23, estreando oficialmente em 4 de agosto, num empate com a África do Sul, em 0–0 no estádio Mané Garrincha, em Brasília. Ainda pela fase de grupos, o atacante marcou seu primeiro gol nas Olímpíadas contra a Dinamarca, em 10 de agosto, partida vencida por 4–0 no estádio Fonte Nova, na Bahia. Na semifinal, contra a Seleção de Honduras no Maracanã, Gabriel marcou dois gols na partida, ajudando o Brasil a golear por 6–0. Em 20 de agosto, Gabriel Jesus foi campeão olímpico de futebol pela Seleção Brasileira Olímpica, no Maracanã, título inédito para o Brasil, terminando a competição como um dos artilheiros da equipe, com três gols. Ao receber a medalha de ouro, Gabriel vestiu a camisa de Fernando Prass, atitude repetida em seguida por Gabigol e Rodrigo Caio, em homenagem ao goleiro que fora cortado da Seleção logo no início das Olimpíadas por lesão e substituído por Weverton.

### Principal

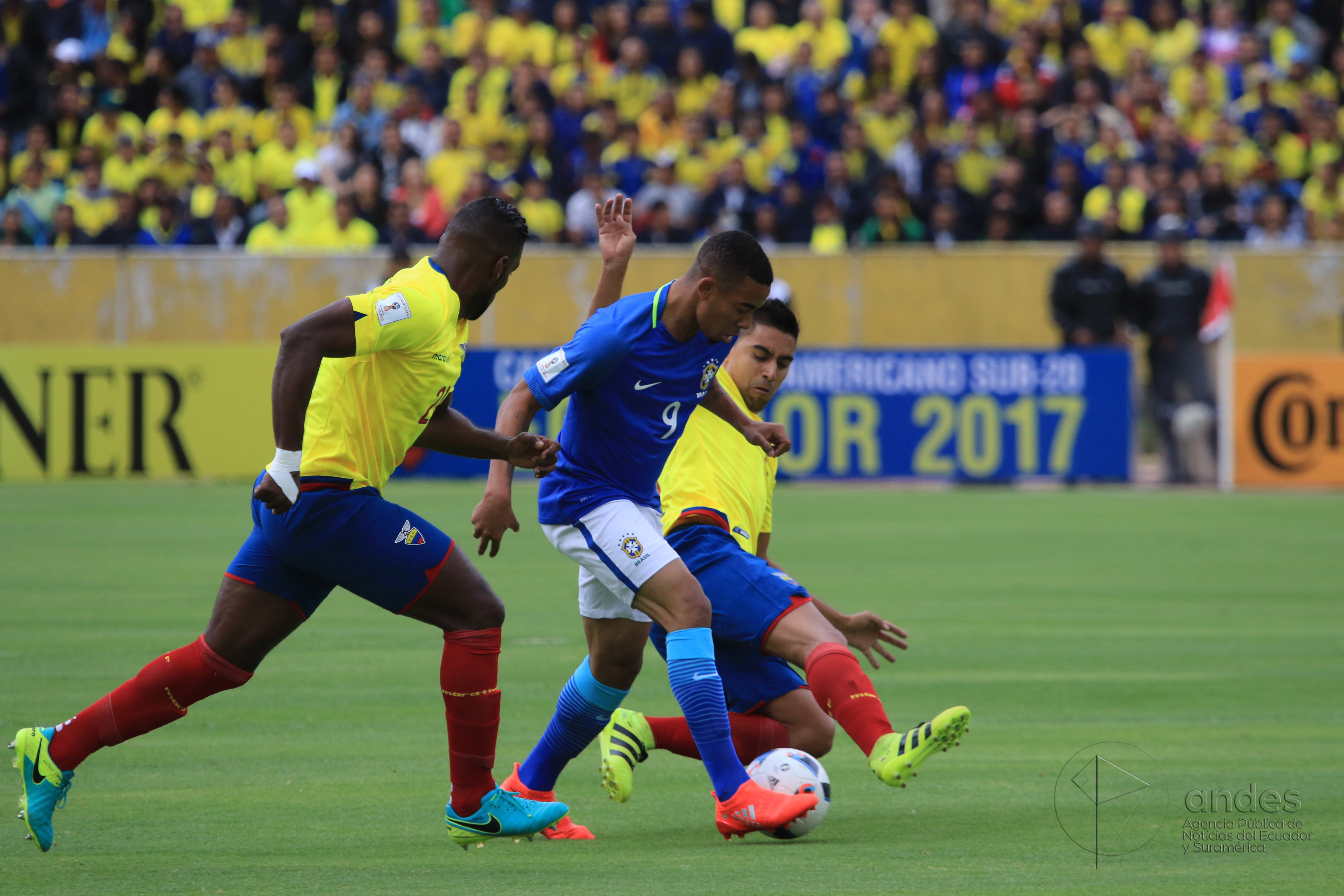
Jesus em sua estreia pelo Brasil, em setembro de 2016, contra o Equador

Gabriel estreou pela Seleção Brasileira principal no dia 1 de setembro de 2016, marcando dois gols na vitória por 3–0 contra o Equador, em Quito, em partida válida pelas Eliminatórias. Na ocasião, o até então jogador do Palmeiras sofreu um pênalti e fez dois belos gols no triunfo brasileiro. Gabriel ainda marcou mais três gols no ano de 2016 vestindo a camisa amarelinha, totalizando cinco gols em seis jogos na Seleção principal, o que também o tornou o jogador mais jovem a marcar cinco gols na história das Eliminatórias Sul-Americanas, superando marca que até então pertencia a Lionel Messi.

### Copa do Mundo de 2018

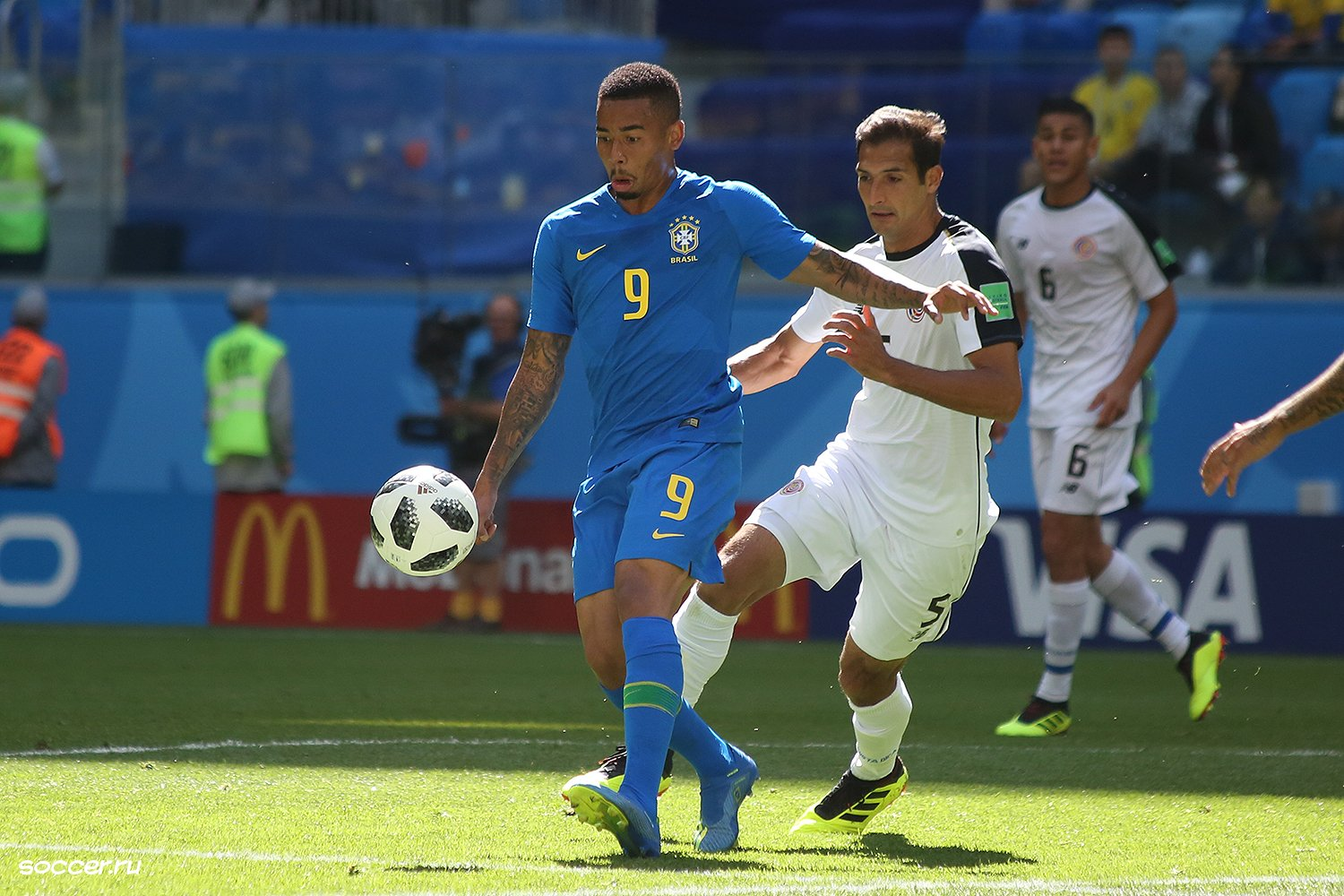
Gabriel Jesus jogando contra a Costa Rica pela Copa do Mundo de 2018

Na Copa do Mundo FIFA de 2018, realizada na Rússia, Gabriel foi muito questionado por não fazer gol nos quatro primeiros jogos, os quais iniciou a partida como titular. Com isso, ele tornou-se o primeiro centroavante titular da Seleção Brasileira a não conseguir marcar nos quatro jogos iniciais de uma edição da Copa do Mundo. Porém, seus números eram positivos na parte defensiva, já que ele era o atacante da Copa com mais desarmes e roubadas de bola. Gabriel Jesus declarou: "Eu fui para a Copa com a camisa 9, sendo o centroavante, e acabei não marcando. Isso pesa. Eu sempre vou ser lembrado por isso, não adianta o que eu faça. Mesmo se eu for para outra Copa e for artilheiro, campeão, as pessoas sempre vão lembrar do Gabriel que não fez gol na Copa de 2018.".

### Pós Copa de 2018 e Copa América de 2019
Após a Copa do Mundo, Gabriel Jesus começou o período pós-Copa como reserva de Roberto Firmino. No dia 17 de maio de 2019, Gabriel foi convocado para a Copa América de 2019. Iniciando-a como reserva, Gabriel foi ganhando espaço, e conseguiu se firmar, dessa vez atuando pelos lados, com Firmino mantido como a referência. Gabriel fez boas partidas, e no dia 2 de julho de 2019, contra a Seleção Argentina, pelas semifinais, Gabriel quebrou o seu jejum de gols em "Copas", pela Seleção, e marcou, além de dar uma assistência para Firmino, no triunfo por 2–0. No dia 7 de julho de 2019, na final contra o Peru (o mesmo no qual Gabriel tinha perdido pênalti pela 3° rodada), Gabriel marcou, além de dar uma assistência para Everton Cebolinha. Gabriel ainda foi expulso, na vitória por 3–1 contra os Peruanos.

### Copa América de 2021 e Copa do Mundo de 2022
Gabriel Jesus também integrou a seleção brasileira que disputou a Copa América de 2021 em casa e terminou como vice-campeã, perdendo a final para a Argentina. Nas quartas-de-final, contra o Chile, Gabriel Jesus acertou o chileno Mena com as travas da chuteira, foi expulso e não voltou a jogar no torneio.
No ano seguinte, Gabriel Jesus também disputou a Copa do Mundo FIFA de 2022, no Qatar. Na estreia contra a Sérvia, o jogador começou no banco de reservas e, no segundo tempo, entrou no lugar de Richarlison, mas pouco apareceu no jogo. Na partida seguinte, contra a Suíça, novamente o jogador entrou no segundo tempo no lugar de Richarlison, mas pouco apareceu. Na terceira partida, contra Camarões, o jogador começou como titular, mas pouco apareceu e, no decorrer da partida, sofreu uma lesão parcial no ligamento do joelho direito. Por causa dessa lesão, Gabriel Jesus foi cortado da seleção e não jogou mais na Copa. Jesus chegou a 8 jogos sem marcar gol pelo Brasil em Copas do Mundo. Entre todos os atacantes que jogaram a Copa pela seleção desde 1930, Jesus é o terceiro com mais partidas disputadas sem marcar gol, atrás apenas de Denilson, que disputou 12 jogos em 1998 e 2002, e Paulo Cézar Lima, que jogou 9 partidas em 1970 e 1974.

## Outras atividades

### Caso de racismo
No dia 17 de março de 2016, em jogo válido pela primeira fase da Taça Libertadores da América contra o Nacional de Montevidéu, Gabriel foi alvo de atos racistas por parte de um torcedor uruguaio. Na cena, captada pelas câmeras de TV, um torcedor do Nacional foi flagrado imitando um macaco em direção ao jogador palmeirense. O Palmeiras, através de uma nota, repudiou o ato e pediu providências por parte da Confederação Sul-Americana de Futebol. Em abril, a Confederação Sul-Americana decidiu multar o clube uruguaio em 10 mil dólares, escapando assim de retaliações mais severas, como perdas do mando de campo.

### Fora dos campos
Em setembro de 2015, foi capa da Revista Palmeiras com o título: "Glória, Glória, Aleluia".
Em novembro de 2015, Gabriel participou do comercial da Adidas que lançou a bola que será utilizada no Jogos Olímpicos do Rio em 2016. A bola foi batizada de “Errejota”, uma menção à cidade sede das Olimpíadas.
Em abril de 2016 a Samsung lançou a campanha "Brasil Desafie Barreiras" para as Olimpíadas de 2016 e contou com Gabriel Jesus, além de Bernardinho, como protagonistas da campanha.

### Participações em videoclipes
- É gol - MC Nego Blue (2017)[115]
- Linda - Projota e Anavitória (2017)[116]
- Papum - Kevinho (2018)[117]

## Estatísticas
Atualizadas até 8 de outubro de 2023

### Clubes

#### Categorias de base
| Ano   | Clube           | Campeonato                            | Jogos | Gols | Fontes  |
| ----- | --------------- | ------------------------------------- | ----- | ---- | ------- |
| 2012  | A.A. Anhanguera | Copa São Paulo Sub-15                 | -     | 29   |         |
| 2013  | Palmeiras       | International Cup de Arapongas Sub-17 | 5     | 8    | [ 119 ] |
| 2013  | Palmeiras       | Campeonato Paulista Sub-17            | -     | 13   | [ 120 ] |
| 2014  | Palmeiras       | Aspires Tri-Series Catar Sub-17       | 2     | 2    |         |
| 2014  | Palmeiras       | Campeonato Paulista Sub-17            | 22    | 37   | [ 121 ] |
| 2014  | Palmeiras       | Copa do Brasil Sub-17                 | -     | 3    | [ 122 ] |
| 2015  | Palmeiras       | Copa São Paulo de Futebol Júnior      | 6     | 5    | [ 123 ] |
| Total | Total           | Total                                 | 35    | 97   | -       |

#### Profissional
| Equipe            | Temporada         | Campeonato nacional | Campeonato nacional | Campeonato nacional | Copas nacionais[a] | Copas nacionais[a] | Copas nacionais[a] | Competições continentais[b] | Competições continentais[b] | Competições continentais[b] | Outros torneios[c] | Outros torneios[c] | Outros torneios[c] | Total | Total | Total   |
| Equipe            | Temporada         | Jogos               | Gols                | Assist.             | Jogos              | Gols               | Assist.            | Jogos                       | Gols                        | Assist.                     | Jogos              | Gols               | Assist.            | Jogos | Gols  | Assist. |
| ----------------- | ----------------- | ------------------- | ------------------- | ------------------- | ------------------ | ------------------ | ------------------ | --------------------------- | --------------------------- | --------------------------- | ------------------ | ------------------ | ------------------ | ----- | ----- | ------- |
| Palmeiras         | 2015              | 20                  | 4                   | 2                   | 9                  | 3                  | 1                  | —                           | —                           | —                           | 8                  | 0                  | 0                  | 37    | 7     | 3       |
| Palmeiras         | 2016              | 27                  | 12                  | 5                   | 2                  | 0                  | 0                  | 5                           | 4                           | 0                           | 12                 | 5                  | 0                  | 46    | 21    | 5       |
| Palmeiras         | Total             | 47                  | 16                  | 7                   | 11                 | 3                  | 1                  | 5                           | 4                           | 0                           | 20                 | 5                  | 0                  | 83    | 28    | 8       |
| Manchester City   | 2016–17           | 10                  | 7                   | 4                   | 1                  | 0                  | 1                  | 0                           | 0                           | 0                           | 0                  | 0                  | 0                  | 11    | 7     | 5       |
| Manchester City   | 2017–18           | 29                  | 13                  | 4                   | 4                  | 0                  | 0                  | 9                           | 4                           | 1                           | 0                  | 0                  | 0                  | 42    | 17    | 5       |
| Manchester City   | 2018–19           | 29                  | 7                   | 3                   | 11                 | 10                 | 3                  | 6                           | 4                           | 0                           | 1                  | 0                  | 0                  | 47    | 21    | 6       |
| Manchester City   | 2019–20           | 34                  | 14                  | 8                   | 10                 | 3                  | 3                  | 8                           | 6                           | 3                           | 1                  | 0                  | 0                  | 53    | 23    | 14      |
| Manchester City   | 2020–21           | 29                  | 9                   | 4                   | 6                  | 3                  | 0                  | 7                           | 2                           | 0                           | 0                  | 0                  | 0                  | 42    | 14    | 4       |
| Manchester City   | 2021–22           | 28                  | 8                   | 8                   | 5                  | 1                  | 2                  | 8                           | 4                           | 1                           | 0                  | 0                  | 0                  | 41    | 13    | 11      |
| Manchester City   | Total             | 159                 | 58                  | 31                  | 37                 | 17                 | 9                  | 38                          | 20                          | 5                           | 2                  | 0                  | 0                  | 236   | 95    | 45      |
| Arsenal           | 2022–23           | 26                  | 11                  | 5                   | 1                  | 0                  | 0                  | 6                           | 0                           | 1                           | —                  | —                  | —                  | 33    | 11    | 6       |
| Arsenal           | 2023–24           | 27                  | 4                   | 5                   | 1                  | 0                  | 0                  | 8                           | 4                           | 3                           | —                  | —                  | —                  | 36    | 8     | 8       |
| Arsenal           | 2024–25           | 17                  | 3                   | 0                   | 5                  | 4                  | 1                  | 5                           | 0                           | 1                           | —                  | —                  | —                  | 27    | 7     | 2       |
| Arsenal           | Total             | 70                  | 18                  | 10                  | 7                  | 4                  | 1                  | 19                          | 4                           | 5                           | —                  | —                  | —                  | 96    | 26    | 16      |
| Total na carreira | Total na carreira | 276                 | 92                  | 48                  | 54                 | 24                 | 11                 | 62                          | 28                          | 10                          | 22                 | 5                  | 0                  | 415   | 149   | 69      |

- a. ^ Jogos da Copa do Brasil, Copa da Inglaterra e Copa da Liga Inglesa
- b. ^ Jogos da Copa Libertadores da América e Liga dos Campeões
- c. ^ Jogos do Campeonato Paulista e Supercopa da Inglaterra

### Seleção Brasileira
Sub-20
| Ano   |       |      |         |
| Ano   | Jogos | Gols | Assist. |
| ----- | ----- | ---- | ------- |
| 2015  | 10    | 2    | 3       |
| Total | 10    | 2    | 3       |

Sub-23
| Ano   |       |      |         |
| Ano   | Jogos | Gols | Assist. |
| ----- | ----- | ---- | ------- |
| 2015  | 4     | 2    | 0       |
| 2016  | 9     | 3    | 0       |
| Total | 13    | 5    | 0       |

Seleção Principal
| Ano   |       |      |         |
| Ano   | Jogos | Gols | Assist. |
| ----- | ----- | ---- | ------- |
| 2016  | 6     | 5    | 4       |
| 2017  | 7     | 3    | 1       |
| 2018  | 12    | 3    | 1       |
| 2019  | 14    | 7    | 3       |
| 2020  | 2     | 0    | 1       |
| 2021  | 11    | 0    | 3       |
| 2022  | 7     | 1    | 0       |
| 2023  | 4     | 0    | 0       |
| Total | 63    | 19   | 13      |

Seleção Brasileira (total)
| Ano   |       |      |         |
| Ano   | Jogos | Gols | Assist. |
| ----- | ----- | ---- | ------- |
| 2015  | 14    | 4    | 3       |
| 2016  | 15    | 8    | 4       |
| 2017  | 7     | 3    | 1       |
| 2018  | 12    | 3    | 1       |
| 2019  | 14    | 7    | 3       |
| 2020  | 2     | 0    | 1       |
| 2021  | 11    | 0    | 3       |
| 2022  | 7     | 1    | 0       |
| 2023  | 4     | 0    | 0       |
| Total | 86    | 26   | 16      |

## Títulos

### Títulos oficiais
Palmeiras[carece de fontes?]
- Copa do Brasil: 2015
- Campeonato Brasileiro: 2016

Manchester City[carece de fontes?]
- Premier League: 2017–18, 2018–19, 2020–21 e 2021–22
- Copa da Liga Inglesa: 2017–18, 2018–19, 2019–20 e 2020–21
- Supercopa da Inglaterra: 2018 e 2019
- Copa da Inglaterra: 2018–19

Seleção Brasileira Sub-23[carece de fontes?]
- Jogos Olímpicos: 2016

Seleção Brasileira[carece de fontes?]
- Copa América: 2019

### Prêmios individuais
- Revelação do Campeonato Brasileiro - 2015[124]
- Troféu Mesa Redonda (Revelação do Campeonato Brasileiro) - 2015[125]
- 50 Jovens Promessas do Futebol Mundial de 2016[126]
- Bola de Ouro da Revista Placar : 2016
- Bola de Prata da Revista Placar : 2016
- Prêmio Craque do Brasileirão - Seleção do Campeonato: 2016
- Prêmio Craque do Brasileirão - Melhor Jogador: 2016
- Troféu Mesa Redonda - Seleção do Campeonato: 2016[127]
- Troféu Mesa Redonda - Melhor Jogador: 2016[127]
- 64º Melhor Jogador do Ano de 2016 (The Guardian)[128]
- 67º Melhor Jogador do Ano de 2016 (Marca)[129]
- Equipe Ideal da América El País: 2016
- Prêmio Rey de América 2º Melhor Futebolista Sul-Americano do Ano: 2016

### Artilharias
- Copa da Liga Inglesa de 2018–19 (5 gols)[carece de fontes?]

### Recordes e Marcas
- 2° Jogador Brasileiro com mais Gols na Premier League: 74 Gols[130]
- 3° Maior artilheiro do Manchester City na Champions League: 20 Gols[131]